# چک ۶۶۷/۸ جی‌بی
چک ۶۶۷/۸ جی‌بی (به انگلیسی: Chak 667/8 GB) یک منطقهٔ مسکونی در پاکستان است که در پنجاب واقع شده‌است. چک ۶۶۷/۸ جی‌بی ۳٬۰۰۰ نفر جمعیت دارد.